# Lythrypnus phorellus
 Lythrypnus phorellus és una espècie de peix de la família dels gòbids i de l'ordre dels perciformes que es troba des del sud de Florida i Texas fins a l'Amèrica Central.
Els mascles poden assolir els 2 cm de longitud total.